# Nova Scotia Trunk 1
De Nova Scotia Trunk 1 of Evangeline Trail is een weg in de Canadese provincie Nova Scotia. De weg loopt van Bedford, ten westen van de hoofdstad Halifax, naar Yarmouth en is 323 kilometer lang. De Trunk 1 loopt parallel aan de nieuwe hoofdweg Highway 101. Deze weg heeft de hoofdverkeersfunctie van Trunk 1 overgenomen.